# Caroline Casadesus
Caroline Casadesus (* 30. Oktober 1962) ist eine französische Sängerin.

## Leben und Wirken
Die Tochter des Dirigenten Jean-Claude Casadesus wandte sich nach einem Geschichtsstudium als Schülerin von Yva Barthélémy dem Gesang zu. Mit dem Pianisten Bruno Rugutto trat sie als Interpretin eines breiten Repertoires von Liedern von Johannes Brahms, Robert Schumann, Gustav Mahler, Francis Poulenc, Ernest Chausson und Joseph Guy Ropartz hervor. Sie sang oratorische Werke von Verdi (Requiem), Brahms, Mozart und Fauré und trat in den großen Opernrollen von Mozart, Verdi und Puccini auf. Daneben gehören zu ihrem Repertoire Werke zeitgenössischer Komponisten wie Dominique Probst, Dominique Préchez, Xavier Goulard und Didier Lockwood. Auf Tourneen durch Europa, Russland und die USA bot sie Programme mit großen Opernarien, den Vier letzten Liedern von Strauss, Wagners Wesendonck-Liedern und den  Bachianas brasileiras von Heitor Villa-Lobos dar.
Im Alter von 30 Jahren lernte sie ihren künftigen Ehemann kennen, den Jazzgeiger Didier Lockwood, mit dem sie auf dem Gebiet der Improvisationsmusik zusammenarbeitete und u. a. das Programm Omkara (mit dem indischen Tänzer Raghunath Manet) am Théâtre de la Gaîté-Montparnasse bestritt und im Trio mit dem Pianisten Dimitri Naïditch auftrat. Mit der Schauspielerin Catherine Chevallier schuf sie die Show Bella Donna, eine Mischung aus Oper, Tanz, Comedy und Improvisationsmusik.